# Araceli Herrero
Araceli Herrero (Zaragoza, 29 de junio de 1924 – 10 de octubre de 2017) fue una baloncestista española, pionera del baloncesto femenino aragonés y español como jugadora.

## Biografía
Araceli Herrero nació en Zaragoza en 1925. Sus padres, de la localidad turolense de Villarluengo, eran labradores y emigraron al barrio de Torrero de Zaragoza. Siendo aún niña entró a trabajar en la factoría de Laguna de Rins S.A. aprovechando sus conocimientos de costura. La costura fue su profesión. Y el baloncesto, su pasión. Estuvo 12 en activo. Después lo abandonó y siguió trabajando en una empresa textil, se casó y tuvo cinco hijos.

## Trayectoria
Araceli comenzó a jugar a través del taller de costura de la factoría de la Textil Aragonesa, tras la Guerra Civil. Después de la larga jornada de trabajo, iba a entrenar a escondidas porque sus padres no le dejaban, pasando el río Ebro en barca, algo que hacía con mucho interés y esfuerzo. Jugó en el equipo de la Sección Femenina. Pese a no ser muy alta, su velocidad, agilidad y ganas le hicieron destacar. “Anotaba con facilidad, aunque nunca lograba convertir los dos tiros libres. Me ponía nerviosa. Me gustaba hacer ganchos y lanzar desde un lateral, donde el balón no podía darle al tablero”, confiesa Araceli. Jugaba de medio, como Fernando Muscat.
Fue invitada a hacer un viaje a Palma de Mallorca, pero no tenía ni 18 años y no le dieron permiso. La tristeza y la rabia, le hizo abandonar los grupos de Falange y volver a la Textil Aragonesa, donde se afanó durante meses en agrupar a otras trabajadoras para hacer un equipo de baloncesto. Años después volvería a Sección Femenina, donde ya pudo hacer desplazamientos a Barcelona, Madrid o el varios puntos de la cornisa cantábrica. “Nos llevaron a muchos sitios. Jugamos en Montjuic y en la Ciudad Universitaria de Madrid. En Zaragoza íbamos al Cuartel Palafox, a la Ciudad Jardín, al Frontón Cinema... También a Calatayud o a Casetas, donde jugábamos en el cuartel militar. Nos invitaban a comer y luego había baile. Un día vino el matador Nicanor Villalta y el cantaor El Gitanito de Ricla. Nos lo pasábamos muy bien”.
Ella misma, con sus prodigiosas manos, confeccionaba y cosía los trajes de sus compañeras. Tenían hasta uno especial solo para los entrenamientos y otro de partidos. “Pero de tanto insistir conseguía que nos comparan zapatillas para jugar y nuestra propia pelota”, dice Araceli.
En esa época el baloncesto era 'amateur', aunque ella desvela una pequeña trampa que ratifica su estrellato. “Me llamaron de Ágreda Dutur, una empresa textil, para trabajar con ellos y jugar en su equipo. A mí no me gustaba, porque tenía que subirme a una escalera y prefería coser, pero insistieron tanto que me hicieron un contrato para jugar con ellos al baloncesto. Durante esos años tuve dos salarios”, cuenta Araceli.
"En los años treinta no había bases, aleros o pívots. Había dos defensas, el centro y los extremos. Era un juego similar al fútbol. No teníamos tanto bote, era más tuya, mía. Los campos eran de tierra y de ceniza y los balones muy grandes", indica. Tenía un buen tiro exterior, pero su punto débil eran los tiros libres.

### Equipos como jugadora
- Textil Aragonesa
- Sección Femenina de la Falange
- Ágreda Dutur

## Premios y reconocimientos
- 2016 Homenaje de la Federación Aragonesa de Baloncesto por ser una pionera del baloncesto femenino de Zaragoza.[1]
- 2016 Homenaje del Stadium Casablanca[3]